# Jaume Mas Porcel
Jaume Mas i Porcel (Palma, 5 de setembre 1909 – Alacant, 1993) fou un compositor, pianista, clavicembalista, organista i pedagog mallorquí.
Inicià els estudis musicals amb els mestres Joan Capó i Miquel Negre. Obtingué per oposició una beca i es traslladà a Madrid per estudiar amb José Tragó, aconseguint el Primer Premi Fí de Carrera del Reial Conservatori de Madrid. Es matriculà a l'École Normale de París, on treballà amb M. Juliard de Guéraldi i amb el pianista Alfred Cortot, qui completà la seva formació pianística. Simultàniament estudià clavicèmbal amb Wanda Landowska a Saint Leu-la-Fôret. L'any 1930, tornà a Mallorca, i començà una etapa d'intensa activitat concertística i pedagògica. Com a intèrpret, Mas Porcel ha estat un excel·lent pianista i un peoner del clavicèmbal a Espanya. La seva activitat concertística, s'ha desenvolupat per quasi tota la geografia espanyola i a països com a França, Suïssa, Àustria i Itàlia. Fou el màxim col·laborador de la Capella Clàssica de Mallorca, i tal vegada, l'artista que més conegué i admirà a Joan Maria Thomàs. Té enregistraments discogràfics per a piano, orgue i clavecí, a la Voz de su Amo, Polidor i EMI. Imparteix igualment nombrosos cursos internacionals de piano. Fou amic de Manuel de Falla, del qual rebé indicacions per a la interpretació de les obres pianístiques del gran compositor. El 1961 obté la Càtedra de Piano a l'Institut Musical Oscar Esplà, d'Alacant. El mestre Esplà, director fins a la seva mort de l'esmentat conservatori, designà Mas Porcel com a ajudant seu i director adjunt, càrrec que desenvolupà prop de vint anys. Més tard, l'any 1970, aconsegueix la creació d'una Càtedra de Clavecí, la primera d'Espanya, pel dit conservatori, i fou també titular de la Càtedra d'Acústica.
Un dels aspectes inèdits de la personalitat de Mas Porcel és la seva dedicació a la matemàtica i a la físicoacústica, no com a simple aficionat, sinó com a autèntic professor i científic. És autor de La Regla de Cálculo, i fou premiat a Ginebra pel seu treball sobre programari d'ordinador Acústica y Sonido. L'any 1983, el Ministeri d'Educació i Ciència, en reconeixement de la seva tasca artística i pedagògica li concedí la Creu de l'Orde Civil d'Alfons X el Savi.
La seva obra completa per a piano es publicà pòstumament el setembre de 1998, editada per Miquel Estelrich i Serralta.